# Хенри V (филм из 1944)
Хенри V (енгл. Henry V) је британски епски историјско-драмски филм из 1944. године, режисера, ко-сценаристе, ко-продуцента и главног глумца Лоренса Оливијеа, заснован на истоименој драми Вилијама Шекспира. Радња прати енглеског краља Хенрија V, који током Стогодишњег рата полази на поход у Француску, где своју војску предводи до победе у бици код Азенкура.
Филм је снимљен у боји пред крај Другог светског рата и имао је за циљ да побољша морал Британаца. Због тога је делимично финансиран од стране британске владе. Оливије је освојио почасног Оскара за „изузетан допринос као глумац, продуцент и редитељ у доношењу Хенрија V на филмско платно”.

## Радња
Поставка филма се премешта са извођења представе Хенри V током 1600. године, на битку код Азенкура из 1415. године, а затим се враћа на представу.
Филм почиње панорамом Лондона из 1600. године, након чега се камера спушта до театра Глоуб, где публика заузима своја места. Улази Хор, који молби публику да употреби своју машту да визуализује место радње представе. Затим, на балкону, два свештеника, надбискуп кентерберијски и епископ елски, расправљају о тренутним државним пословима. Хенри V затим улази на сцену и расправља са својим племићима о стању у Француској. Француски дофен доноси Хенрију поклон, који се испоставља као гомила тениских лоптица, што је подсмех Хенријевој младости и неискуству. Увређен, Хенри отпушта француског амбасадора и почиње припреме за преузимање француског престола, за који сматра да полаже законско право.
Затим су приказани ликови из Шекспирових представа о Хенрију IV, Ним, Бардолф и Пиштољ. Они одлучују да се прикључе Хенријевој војсци; међутим, пре тога, Фалстаф, још један лик из ранијих драма и један од бивших Хенријевих менторa, умире. У овом тренутку, поставка се премешта у Саутемптон и изван Глоуба.
У Саутемптону, енглеска флота испловљава и стиже у Француску, где започиње кампању до Арфлера, који Хенријеви војници опседају. Током опсаде, Хенри држи свој први инспиративни говор својим трупама, које крећу ка Арфлеру и освајају га.
Трупе затим марширају према Азенкуру, где се сусрећу с француским снагама. Ноћ пре предстојеће битке, Хенри се тајно шета логором, како би сазнао шта војници мисле о њему. Следећег дана, пре битке, Хенри држи чувени говор на дан Светог Криспина.
Поставка се премешта са Глоуба на поља битке код Азенкура 1415. године. Енглески стрелци испаљују серију стрела које наносе озбиљну штету француским снагама. Французи, оптерећени тешким оклопима, заглављују у свежој каљузи поља, што даје енглеским трупама довољно времена да изађу и боре се с њима под једнаким условима. Француски дофен, видећи ово, посматра како неколико телохранитеља и племића, укључујући француског конетабла, јаше ка енглеском логору и убија све дечаке и слуге, што изазива капетана Флуелинa да повиче: „Ово је потпуно против закона оружја”. Хенри је бесан и јаше ка француском конетаблу, кога побеђује у двобоју.
Енглези добијају битку. Хенри долази да преговара о миру и затим осваја принцезу Катарину. Његов успех значи да Француска сада долази под контролу Енглеске, пошто га француски краљ Шарл VI усваја као свог наследника. У последњим сценама, поставка се враћа на театар Глоуб и представу, где се глумци поклањају публици.

## Улоге
| Глумац            | Улога                    |
| ----------------- | ------------------------ |
| Лоренс Оливије    | краљ Хенри V             |
| Рене Ашерсон      | принцеза Катарина        |
| Роберт Њутон      | Пиштољ                   |
| Лесли Бенкс       | Хор                      |
| Феликс Ајмлер     | надбискуп кентерберијски |
| Роберт Хелпман    | епископ елски            |
| Вернон Гривс      | енглески гласник         |
| Џералд Кејс       | ерл од Вестморланда      |
| Грифит Џоунс      | ерл од Солсберија        |
| Морланд Грејам    | сер Томас Ерпингам       |
| Николас Ханен     | војвода од Ексетера      |
| Мајкл Вор         | војвода од Глостера      |
| Ралф Труман       | Монтџој                  |
| Ернест Тесигер    | војвода од Берија        |
| Фредерик Купер    | Ним                      |
| Рој Емертон       | Бардолф                  |
| Фрида Џексон      | госпођа Журка            |
| Џорџ Кол          | дечак                    |
| Џорџ Роби         | сер Џон Фалстаф          |
| Харкорт Вилијамс  | краљ Шарл VI             |
| Расел Торндајк    | војвода од Бурбона       |
| Лео Ген           | француски конетабл       |
| Франсис Листер    | војвода од Орлеана       |
| Макс Адријан      | дофен                    |
| Џонатан Филд      | француски гласник        |
| Есмонд Најт       | Флуелин                  |
| Мајкл Шепли       | Говер                    |
| Џон Лори          | Џејми                    |
| Ниал Макгинис     | Макморис                 |
| Френк Тикл        | гувернер Арфлера         |
| Ајви Сент Хелијер | Алиса                    |
| Џанет Бернел      | краљица Изабела          |
| Валентајн Дајал   | војвода од Бургундије    |